# Chris Shepherd
Pour les articles homonymes, voir Shepherd.
Chris Shepherd est un réalisateur, scénariste et producteur britannique né le 4 décembre 1966 à Liverpool (Royaume-Uni).

## Filmographie

### Comme réalisateur
- 1992 : A Load of Balls
- 1997 : The Broken Jaw
- 2000 : Pop Skool (série TV)
- 2001 : People's Britain (TV)
- 2002 : Papa est mort (Dad's Dead) (TV)
- 2005 : Who I Am and What I Want
- 2006 : Silence Is Golden
- 2006 : Granny
- 2010 : Bad Night For The Blues
- ???? : 50% Off (in development)
- ???? : Up In Heaven (in development)

### comme scénariste
- 1992 : A Load of Balls
- 1997 : The Broken Jaw
- 2000 : Backward Writing
- 2001 : People's Britain (TV)
- 2002 : Papa est mort (Dad's Dead) (TV)
- 2005 : Who I Am and What I Want
- 2006 : Silence Is Golden
- 2006 : Granny
- 2010 : Bad Night For The Blues
- ???? : 50% Off
- ???? : Up In Heaven (in development)

### comme producteur
- 1997 : The Broken Jaw
- 1999 : School Disco
- 2001 : The World of Interiors
- 2003 : The Girl and the Horse